# Cyanid
 Denne artikel omhandler giften. Opslagsordet har også en anden betydning, se Cyanid (band).
Cyanid (Kemisk formel: CN-) tilhører en gruppe af kvælende gifte, hvori også carbonmonoxid/kulilte og svovlbrinte findes. Fælles for stoffer i denne gruppe er deres evne til at forhindre transport af ilt til cellerne, for eksempel ved at konkurrere med ilt i hæmoglobin eller ved at gribe ind i transporten af ilt i de enkelte celler, som det beskrives i dette afsnit for cyanids vedkommende. 
Røg fra brand i forskellige kunststoffer, for eksempel skumplast eller vinyl, eller naturstoffer, for eksempel uld eller silke, indeholder ofte store mængder blåsyre (cyanbrinte eller hydrogencyanid). Cyanid kan også bruges eller blive dannet i forbindelse med forskellige industrielle processer for eksempel ved produktion af opløsningsmidler, plastic eller ved elektronikfremstilling. 
Cyanid har en svag lugt af bitre mandler, men i mange tilfælde må mistanken om forgiftning med cyanid opstå på baggrund af omstændigheder ved ulykken eller symptomerne. Selv små mængder cyanid kan føre til alvorlig forgiftning på kort tid, og forgiftning af flere personer på samme tid ses ofte ved ulykker med cyanid.
Cyanid indgik i produktet Zyklon B, der af Nazi-Tyskland blev benyttet til folkedrab i de tyske koncentrationslejre i forbindelse med holocaust.